# Le Noyer, Hautes-Alpes

Le Poët este o comună în departamentul Hautes-Alpes, Franța. În 1 ianuarie 2022 avea o populație de 306 de locuitori.